# Parinacochas (tỉnh)
Tỉnh Parinacochas (tiếng Tây Ban Nha: Provincia de Parinacochas) là một tỉnh thuộc vùng Ayacucho của Peru. Tỉnh Parinacochas có diện tích 5968 km², dân số thời điểm theo điều tra dân số ngày 11 tháng 7 năm 1993 là 22769 người. Tỉnh lỵ đóng ở Coracora.